# 346 a. C.
El año 346 a. C. fue un año del calendario romano prejuliano. En el Imperio romano se conocía como el Año del Consulado de Corvo y Visolo (o menos frecuentemente, año 408 Ab urbe condita).

## Acontecimientos
- Filipo II firma la paz con Atenas y luego los tebanos piden su apoyo en contra de Fócida, ganando así el derecho de participar en los asuntos políticos griegos.[1]
- Primera victoria de Filipo II de Macedonia en tierra de los pueblos griegos. Venció a los focenses de la región de Fócida. Fin de la tercera guerra sagrada.
- Siracusa: Dionisio II toma por segunda vez el gobierno.

## Nacimientos
- (aprox) Hiparquía, en Maronea, Tracia; filósofa traciana. Fallecida en el 300 a. C. (aprox).